# Alviergruppe
Die Alviergruppe (auch: Alvierkette) ist eine Gebirgskette im schweizerischen Kanton St. Gallen. Die höchste Erhebung ist der Gamsberg mit 2385 m. Die Kette erstreckt sich zwischen dem Rheintal und dem Seeztal südöstlich der Churfirsten von der Nideri bis Sargans. Zusammen mit den Churfirsten und dem Alpstein bildet die Alviergruppe die Appenzeller Alpen.

## Übersicht

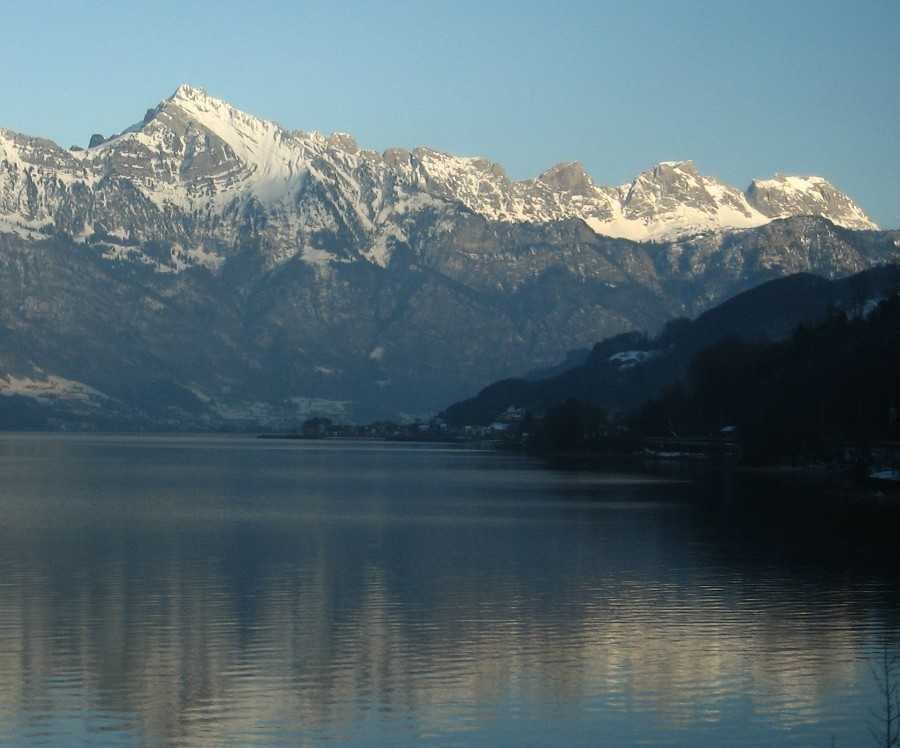
Alviergruppe von Westen mit Alvier (zweiter von rechts). Links der Sichelchamm und davor der Walensee.

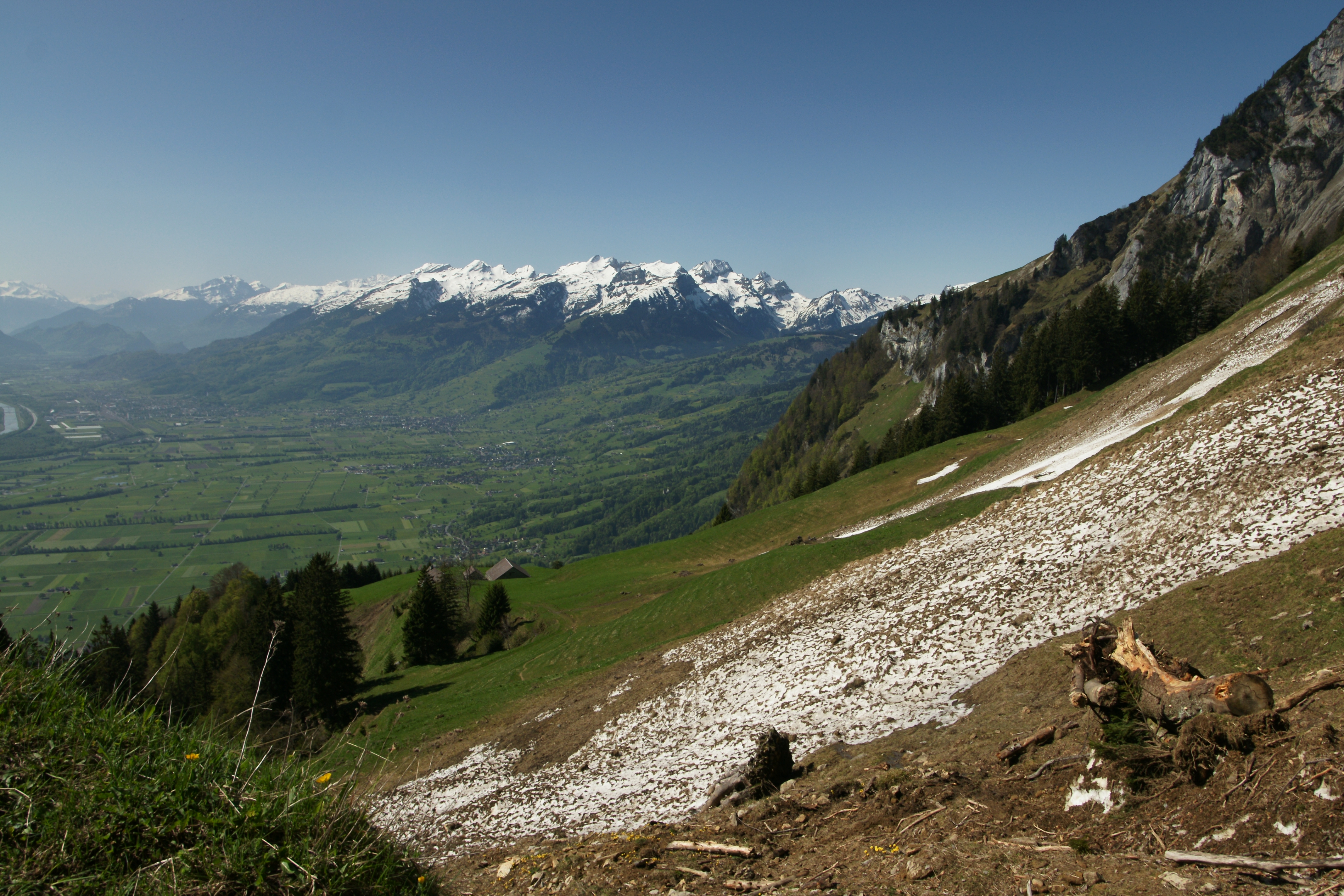
Die Alvierkette von Norden. Links das Rheintal.

Die Alviergruppe bildet die südöstliche Fortsetzung der Kette der Churfirsten, die im markanten Felszahn des Tristencholbens endet. Die Nideri zwischen dem Toggenburg und dem Walensee, eine in der Hauptkammlinie schwach ausgeprägte Einsattelung, trennt die beiden Berggruppen. Von der Nideri abwärts zieht eine tiefe Talfurche, in die der Voralpsee eingebettet ist. Die Hauptkammlinie verläuft zunächst gegen Osten zum Höchst, sinkt darauf südwärts zum Sattel von Gulms ab, bildet vom Sichelchamm bis zum Sichli und von den Fulfirsten zum Margelchopf nordöstlich verlaufende Gratabschnitte, zieht sich dann von den Fulfirsten südostwärts in direkter Linie zur Gauschla.
Der Gipfelkamm steht zwischen dem Walensee respektive Seeztal im Westen und dem Rheintal im Osten. Südlich wird er begrenzt durch die Vereinigung der erwähnten Täler (sie treffen sich auf dem unscheinbaren Sattel bei Mels), was jedoch aus Fliessrichtung der Flüsse gesehen vielmehr heisst, dass sie sich trennen; das Rheintal nach Norden, das Seeztal nach Nordwesten. Die Gauschla ist der Endpunkt des sogenannten „Oberen Berges“ der im markanten Grat der Chammegg südwärts auf die Höhe des Unterberges abfällt. Die Südwestseite des Gebirgsstockes gegen das Seeztal weist eine charakteristische Hochterrasse auf, die in einer Breite von 2 km dem „Oberen Berg“ auf einer Höhe von 1500 bis 1700 vorgelagert ist und ins Seeztal als steile Stufe abfällt. Dieses Plateau steigt gegen Süden leicht an und endet in den Kulminationspunkten des Tschugga und des Gonzen, Der Gonzen beherrscht trotz seiner eher geringen Höhe von 1829 Metern als markanter und auffallender Berggipfel das Landschaftsbild des Sarganser Beckens.
Nicht alle Gipfel lassen sich bequem von den Tälern erreichen. Aus den Tälern führen verschiedene Bergstrassen zu den Wald- und Alpgebieten. Zu den beliebtesten und am meisten besuchten Tourenzielen zählen der Alvier und der Margelchopf.
| Gipfel         | Höhe (m ü. M.) | Bild |
| -------------- | -------------- | ---- |
| Gamsberg       | 2385           |      |
| Gross Fulfirst | 2383           |      |
| Chli Fulfirst  | 2368           |      |
| Alvier         | 2343           |      |
| Rosswis        | 2334           |      |
| Sichli         | 2321           |      |
| Gauschla       | 2310           |      |
| Sichelchamm    | 2269           |      |
| Glannachopf    | 2233           |      |
| Rotstein       | 2225           |      |
| Gärtlichopf    | 2298           |      |
| Chrummenstein  | 2261           |      |
| Schiffberg     | 2195           |      |
| Margelchopf    | 2163           |      |
| Höchst         | 2025           |      |
| Tschuggen      | 1881           |      |
| Gonzen         | 1829           |      |

## Begrenzung
Walenstadt – Lüsis – Nideri – Voralpsee – Grabs – Rheintal – Sargans – Seeztal – Walenstadt

## Karten
- Landeskarte der Schweiz 1:25'000, Blatt 1135 Buchs.
- Landeskarte der Schweiz 1:25'000, Blatt 1155 Sargans.
- Landeskarte der Schweiz 1:50'000, Blatt 237 Walenstadt.